# 查尔斯敦 (卡努安岛)
查尔斯敦（Charlestown）是加勒比海岛国圣文森特和格林纳丁斯在格林纳丁斯群岛中的岛屿卡努安岛（首府）南海岸上的一座城镇，行政上由格林纳丁斯区管辖。海拔高度3米。